# Tanja Eisner

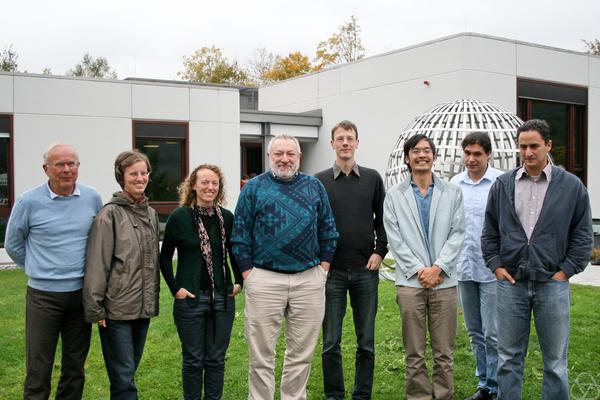
Von links: Rainer Nagel, Tanja Eisner, Tamar Ziegler, Vitaly Bergelson, Markus Haase, Terence C. Tao, Balint Farkas und Nikos Frantzikinakis, in der MFO-Arbeitsgruppe Ergodic Theory and Combinatorial Number Theory, 2012

Tanja Eisner, geborene Lobova, (* 1. Juli 1980 in Charkiw) ist eine deutsche Mathematikerin.
Eisner studierte 1997 bis 2002 Mathematik an der Nationale W.-N.-Karasin-Universität Charkiw mit dem Diplomabschluss und anschließend an der Universität Tübingen mit dem Diplom 2004 und der Promotion bei Rainer Nagel 2007 (Stability of operators and {\displaystyle C_{0}} semigroups). Danach war sie Assistentin in Tübingen, habilitierte sich 2010, wurde 2011 Assistant Professor an der Universität Amsterdam und 2013 Professor an der Universität Leipzig.
Sie befasst sich mit Funktionalanalysis (Halbgruppen, Operatortheorie) und Ergodentheorie und deren Verbindung zur Zahlentheorie.

## Schriften
- mit Bálint Farkas, Markus Haase, Rainer Nagel: Operator Theoretic Aspects of Ergodic Theory, Graduate Texts in Mathematics, Springer, 2015.
- Stability of Operators and Operator Semigroups, Operator Theory: Advances and Applications, Vol. 209., Birkhäuser Verlag, Basel, 2010.
- mit Birgit Jacob, André Ran, Hans Zwart (Hrsg.): Operator Theory, Function Spaces, and Applications, International Workshop on Operator Theory and Applications, Amsterdam, Juli 2014, Operator Theory: Advances and Applications, Birkhäuser Verlag, 2016.